# Hemerobius pulchellus
Hemerobius pulchellus là một loài côn trùng trong họ Hemerobiidae thuộc bộ Neuroptera. Loài này được von Block in Becker miêu tả năm 1799.